# 도시의 여름
《도시의 여름》(Summer In The City)은 독일(구 서독)에서 제작된 빔 벤더스 감독의 1970년 영화이다. 빔 벤더스 등이 제작에 참여하였다.

## 출연
- 리브가르트 슈와즈
- 빔 벤더스
- 한스 지쉴러